# Real Sociedad Económica de Amigos del País de Gran Canaria
La Real Sociedad Económica de Amigos del País de Gran Canaria (RSEAPGC), llamada en su origen de Canaria, fue fundada el 4 de febrero de 1776, bajo la protección del rey Carlos III de España y su máximo impulsor fue fray Juan Bautista Servera, obispo de Canarias, nacido en Gata de Gorgos (Alicante) que defiende la creación de esta institución para el desarrollo de la agricultura y la industria popular en las Islas.

## Historia
El 25 de febrero de 1777, el obispo Servera reunió a notables de la isla con el fin de proceder a la elección de la Sociedad Económica y aprobar los estatutos. Cristóbal García del Rosario señala que el diseño del escudo y sello exhibía una ciudad coronada sobre un monte en medio de dos palmas con algunos símbolos de Agricultura y Artes, con el lema: La aplicación me corona. Además señala que la contribución anual es de dos pesos y que los lunes de cada semana es el día elegido para las juntas ordinarias. Los estatutos fueron aprobados por el rey en Real Cédula el 11 de diciembre de 1777 y el expediente de la fundación de la Sociedad Económica está en el Archivo Histórico Nacional de Madrid, fechados entre el 4 de febrero de 1776 y el 11 de diciembre de 1777.
Su primer director fue el canónigo José Marcos Verdugo cuya finalidad, entre otras, ha sido la de contribuir al desarrollo de Gran Canaria en todos los aspectos de la economía: agricultura, pesca, bosques, industria, comercio, puertos, aeropuerto, comunicaciones, etc.
Su sede actual está en un edificio de la plaza de la Real Sociedad Económica de Amigos del País de Gran Canaria, situado en Vegueta. Desde 2010 el director es Tomás Van de Walle de Sotomayor, marqués de Guisla Guiselín.

## Archivo Histórico
En 2001, gracias a un acuerdo con la Universidad de Las Palmas de Gran Canaria, se digitalizó el Archivo histórico de la Real Sociedad Económica de Amigos del País de Gran Canaria (RSEAPGC), compuesto por unas 18 000 páginas, que recoge la actividad de esta Sociedad desde su creación hasta 1967, además de incluir numerosos proyectos destinados al progreso de Gran Canaria. Entre ellos, cabe destacar los legajos relativos al Puerto de la Luz o al urbanismo capitalino, pasando por el rescate de prisioneros canarios en África o el restablecimiento de la Escuela de Comercio. Se encuentra disponible en abierto al público en la Memoria digital de Canarias (mdC) de la Biblioteca de la ULPGC.